# Isobutylbenzeen
Isobutylbenzeen is een alkylbenzeen, een aromatische verbinding die bestaat uit benzeen met een isobutylgroep als substituent. Het is een van de vier structuurisomeren van butylbenzeen; de andere drie zijn:
- n-butylbenzeen
- sec-butylbenzeen
- tert-butylbenzeen

De butylbenzenen zijn ontvlambare vloeistoffen.

## Synthese
Isobutylbenzeen kan bereid worden door de alkylering van tolueen met propeen, waarbij de alkylering plaatsvindt aan de methylgroep. De katalysator is natrium of kalium op actieve kool.
Een alternatieve synthese in twee stappen gaat uit van 4-vinylcyclohexeen, dat met isobuteen reageert tot een isobutenylcyclohexeen en etheen in een metathese-reactie. Isobutenylcyclohexeen wordt dan omgezet naar isobutylbenzeen in een dehydro-isomerisatiereactie.
Isobutylbenzeen wordt ook bekomen met de Wolff-Kishner-reductie van isopropylfenylketon.

## Toepassing
Isobutylbenzeen is een bouwsteen voor de synthese van andere verbindingen; in het bijzonder is isobutylbenzeen het uitgangsproduct van de pijnstiller ibuprofen. De eerste stap in de synthese van ibuprofen is de acetylering van isobutylbenzeen tot 4-isobutylacetofenon, waarvoor men de Friedel-Craftsacylering met acetylchloride kan toepassen.